# Regierung Bourgeois
Die Regierung Bourgeois war die vierzehnte flämische Regierung. Sie amtierte vom 25. Juli 2014 bis zum 27. Mai 2019.
Bei der Wahl zum flämischen Parlament am 25. Mai 2014 löste die Neuflämische Allianz (N-VA) die Christdemokraten (CD&V) als stärkste Partei ab und stellte mit Geert Bourgeois den Regierungschef. Die Sozialistische Partei Anders (sp.a) war nicht mehr in der Regierung vertreten. An ihre Stelle trat die liberale Open VLD. Bei der Wahl zum Europäischen Parlament 2019, die zeitgleich mit der Wahl zum flämischen Parlament am 26. Mai 2019 stattfand, wurde Ministerpräsident Geert Bourgeois als Abgeordneter ins Europaparlament gewählt. Zu seiner Nachfolgerin wurde Liesbeth Homans (N-VA) als Ministerpräsidentin einer Übergangsregierung von N-VA, CD&V und OpenVLD gewählt.

## Zusammensetzung
| Amt | Name                | Partei   | Beginn der Amtszeit | Ende der Amtszeit |
| --- | ------------------- | -------- | ------------------- | ----------------- |
| Ministerpräsident und Minister für Äußeres und Kulturerbe                                                                             | Geert Bourgeois     | N-VA     | 25. Juli 2014       | 27. Mai 2019      |
| stellvertretende Ministerpräsidentin und Ministerin für Bildung                                                                       | Hilde Crevits       | CD&V     | 25. Juli 2014       | 27. Mai 2019      |
| stellvertretende Ministerpräsidentin und Ministerin für Haushalt, Finanzen und Energie                                                | Annemie Turtelboom  | Open VLD | 25. Juli 2014       | 29. April 2016    |
| stellvertretender Ministerpräsident und Minister für Haushalt, Finanzen und Energie                                                   | Bart Tommelein      | Open VLD | 4. Mai 2016         | 31. Dezember 2018 |
| Ministerin für Haushalt, Finanzen und Energie                                                                                         | Lydia Peeters       | Open VLD | 9. Januar 2019      | 27. Mai 2019      |
| stellvertretende Ministerpräsidentin und Ministerin für Inneres, Einbürgerung, Wohnen, Chancengleichheit und die Bekämpfung der Armut | Liesbeth Homans     | N-VA     | 25. Juli 2014       | 27. Mai 2019      |
| Minister für Mobilität, öffentliche Arbeiten, die flämische Peripherie von Brüssel, Tourismus und Tierwohl                            | Ben Weyts           | N-VA     | 25. Juli 2014       | 27. Mai 2019      |
| Minister für Wohlfahrt, Gesundheit und Familie                                                                                        | Jo Vandeurzen       | CD&V     | 25. Juli 2014       | 27. Mai 2019      |
| Minister für Arbeit, Wirtschaft, Innovation und Sport                                                                                 | Philippe Muyters    | N-VA     | 25. Juli 2014       | 27. Mai 2019      |
| Minister/in für Umwelt, Natur und Landwirtschaft                                                                                      | Joke Schauvliege    | CD&V     | 25. Juli 2014       | 6. Februar 2019   |
| Minister/in für Umwelt, Natur und Landwirtschaft                                                                                      | Koen Van den Heuvel | CD&V     | 6. Februar 2019     | 27. Mai 2019      |
| Minister für Kultur, Medien, Jugend und Brüsseler Angelegenheiten                                                                     | Sven Gatz           | Open VLD | 25. Juli 2014       | 31. Dezember 2018 |
| stellvertretender Ministerpräsident und Minister für Kultur, Medien, Jugend und Brüsseler Angelegenheiten                             | Sven Gatz           | Open VLD | 31. Dezember 2018   | 27. Mai 2019      |

## Umbesetzungen
Nach heftiger Kritik an der Energiesteuer – von der Opposition auch Turteltaks genannt – trat die stellvertretende Ministerpräsidentin und Ministerin für Haushalt, Finanzen und Energie, Annemie Turtelboom (Open VLD), am 29. April 2016 zurück. Ihr Nachfolger wurde Bart Tommelein, bisher Staatssekretär in der föderalen Regierung Michel I.
Bart Tommelein trat am 31. Dezember 2018 zurück und wurde Bürgermeister von Ostende. Sein Nachfolger als stellvertretender Ministerpräsident wurde Sven Gatz. Neue Ministerin für Haushalt, Finanzen und Energie wurde die bisherige Bürgermeisterin von Dilsen-Stokkem, Lydia Peeters.
Die Ministerin für Umwelt, Natur und Landwirtschaft Joke Schauvliege (CD&V) trat am 6. Februar 2019 zurück. Zuvor hatte sie fälschlicherweise behauptet, ihr lägen Erkenntnisse des belgischen Geheimdienstes vor, wonach es sich bei den Klimaprotesten von Jugendlichen um eine gesteuerte Aktion handele. Ihr Nachfolger wurde Koen Van den Heuvel, bisher Fraktionsvorsitzender der CD&V im Flämischen Parlament.